# Office of Fair Trading
Office of Fair Trading var et ikke-ministerielt regeringsdepartement i Storbritannien, som blev etableret af Fair Trading Act 1973, der sikrede både forbrugerbeskyttelse og antitrust. Departementet blev opløst i 2014.